# Сартакова
Сартакова — деревня в Пригородном районе Свердловской области России. Входит в муниципальный округ Горноуральский, управляется Паньшинской территориальной администрацией.
Ранее входила в состав Паньшинского сельсовета Пригородного района.

## Географическое положение
Деревня Сартакова расположена в 66 километрах к юго-востоку от города Нижнего Тагила, на левом берегу реки Ямбарки, при впадении в неё реки Башкарки. Поселение вытянуто с северо-востока на юго-запад вдоль Ямбарки, к северо-востоку находится устье Башкарки.
Юго-западнее деревни Саратаковой и выше по течению Ямбарки находится село Новопаньшино, а северо-восточнее деревни и ниже по течению реки — деревня Сарапулка.

## Население
| 2002 | 2010 | 2021 |
| ---- | ---- | ---- |
| 38   | ↘26  | ↘15  |